# Lijst van planetoïden 59601-59700
| Naam      | Voorlopige naamgeving | Datum ontdekking | Ontdekker |
| --------- | --------------------- | ---------------- | --------- |
| (59601) - | 1999 JL63             | 10 mei 1999      | LINEAR    |
| (59602) - | 1999 JW63             | 10 mei 1999      | LINEAR    |
| (59603) - | 1999 JX63             | 10 mei 1999      | LINEAR    |
| (59604) - | 1999 JQ64             | 10 mei 1999      | LINEAR    |
| (59605) - | 1999 JZ64             | 10 mei 1999      | LINEAR    |
| (59606) - | 1999 JK65             | 12 mei 1999      | LINEAR    |
| (59607) - | 1999 JV65             | 12 mei 1999      | LINEAR    |
| (59608) - | 1999 JQ66             | 12 mei 1999      | LINEAR    |
| (59609) - | 1999 JB67             | 12 mei 1999      | LINEAR    |
| (59610) - | 1999 JE67             | 12 mei 1999      | LINEAR    |
| (59611) - | 1999 JY67             | 12 mei 1999      | LINEAR    |
| (59612) - | 1999 JZ67             | 12 mei 1999      | LINEAR    |
| (59613) - | 1999 JS68             | 12 mei 1999      | LINEAR    |
| (59614) - | 1999 JR69             | 12 mei 1999      | LINEAR    |
| (59615) - | 1999 JT69             | 12 mei 1999      | LINEAR    |
| (59616) - | 1999 JY69             | 12 mei 1999      | LINEAR    |
| (59617) - | 1999 JM70             | 12 mei 1999      | LINEAR    |
| (59618) - | 1999 JR70             | 12 mei 1999      | LINEAR    |
| (59619) - | 1999 JG71             | 12 mei 1999      | LINEAR    |
| (59620) - | 1999 JY71             | 12 mei 1999      | LINEAR    |
| (59621) - | 1999 JN72             | 12 mei 1999      | LINEAR    |
| (59622) - | 1999 JX72             | 12 mei 1999      | LINEAR    |
| (59623) - | 1999 JE73             | 12 mei 1999      | LINEAR    |
| (59624) - | 1999 JS73             | 12 mei 1999      | LINEAR    |
| (59625) - | 1999 JU73             | 12 mei 1999      | LINEAR    |
| (59626) - | 1999 JA75             | 12 mei 1999      | LINEAR    |
| (59627) - | 1999 JH76             | 10 mei 1999      | LINEAR    |
| (59628) - | 1999 JP76             | 10 mei 1999      | LINEAR    |
| (59629) - | 1999 JV76             | 10 mei 1999      | LINEAR    |
| (59630) - | 1999 JK77             | 12 mei 1999      | LINEAR    |
| (59631) - | 1999 JY77             | 12 mei 1999      | LINEAR    |
| (59632) - | 1999 JZ77             | 12 mei 1999      | LINEAR    |
| (59633) - | 1999 JC78             | 12 mei 1999      | LINEAR    |
| (59634) - | 1999 JS79             | 13 mei 1999      | LINEAR    |
| (59635) - | 1999 JJ80             | 12 mei 1999      | LINEAR    |
| (59636) - | 1999 JJ81             | 14 mei 1999      | LINEAR    |
| (59637) - | 1999 JF82             | 12 mei 1999      | LINEAR    |
| (59638) - | 1999 JH82             | 12 mei 1999      | LINEAR    |
| (59639) - | 1999 JS83             | 12 mei 1999      | LINEAR    |
| (59640) - | 1999 JH84             | 12 mei 1999      | LINEAR    |
| (59641) - | 1999 JS85             | 10 mei 1999      | LINEAR    |
| (59642) - | 1999 JZ86             | 12 mei 1999      | LINEAR    |
| (59643) - | 1999 JA87             | 12 mei 1999      | LINEAR    |
| (59644) - | 1999 JS88             | 12 mei 1999      | LINEAR    |
| (59645) - | 1999 JH89             | 12 mei 1999      | LINEAR    |
| (59646) - | 1999 JX89             | 12 mei 1999      | LINEAR    |
| (59647) - | 1999 JY89             | 12 mei 1999      | LINEAR    |
| (59648) - | 1999 JA90             | 12 mei 1999      | LINEAR    |
| (59649) - | 1999 JB90             | 12 mei 1999      | LINEAR    |
| (59650) - | 1999 JZ90             | 12 mei 1999      | LINEAR    |
| (59651) - | 1999 JK91             | 12 mei 1999      | LINEAR    |
| (59652) - | 1999 JM92             | 12 mei 1999      | LINEAR    |
| (59653) - | 1999 JZ92             | 12 mei 1999      | LINEAR    |
| (59654) - | 1999 JB94             | 12 mei 1999      | LINEAR    |
| (59655) - | 1999 JN94             | 12 mei 1999      | LINEAR    |
| (59656) - | 1999 JT94             | 12 mei 1999      | LINEAR    |
| (59657) - | 1999 JC95             | 12 mei 1999      | LINEAR    |
| (59658) - | 1999 JE95             | 12 mei 1999      | LINEAR    |
| (59659) - | 1999 JM95             | 12 mei 1999      | LINEAR    |
| (59660) - | 1999 JE96             | 12 mei 1999      | LINEAR    |
| (59661) - | 1999 JG96             | 12 mei 1999      | LINEAR    |
| (59662) - | 1999 JN96             | 12 mei 1999      | LINEAR    |
| (59663) - | 1999 JY96             | 12 mei 1999      | LINEAR    |
| (59664) - | 1999 JB97             | 12 mei 1999      | LINEAR    |
| (59665) - | 1999 JF97             | 12 mei 1999      | LINEAR    |
| (59666) - | 1999 JH97             | 12 mei 1999      | LINEAR    |
| (59667) - | 1999 JQ97             | 12 mei 1999      | LINEAR    |
| (59668) - | 1999 JG98             | 12 mei 1999      | LINEAR    |
| (59669) - | 1999 JM99             | 12 mei 1999      | LINEAR    |
| (59670) - | 1999 JP99             | 12 mei 1999      | LINEAR    |
| (59671) - | 1999 JW99             | 12 mei 1999      | LINEAR    |
| (59672) - | 1999 JG100            | 12 mei 1999      | LINEAR    |
| (59673) - | 1999 JR100            | 12 mei 1999      | LINEAR    |
| (59674) - | 1999 JY100            | 12 mei 1999      | LINEAR    |
| (59675) - | 1999 JC101            | 12 mei 1999      | LINEAR    |
| (59676) - | 1999 JE101            | 12 mei 1999      | LINEAR    |
| (59677) - | 1999 JH101            | 12 mei 1999      | LINEAR    |
| (59678) - | 1999 JM101            | 13 mei 1999      | LINEAR    |
| (59679) - | 1999 JM102            | 13 mei 1999      | LINEAR    |
| (59680) - | 1999 JW102            | 13 mei 1999      | LINEAR    |
| (59681) - | 1999 JC103            | 13 mei 1999      | LINEAR    |
| (59682) - | 1999 JF103            | 13 mei 1999      | LINEAR    |
| (59683) - | 1999 JQ104            | 15 mei 1999      | LINEAR    |
| (59684) - | 1999 JB107            | 13 mei 1999      | LINEAR    |
| (59685) - | 1999 JR108            | 13 mei 1999      | LINEAR    |
| (59686) - | 1999 JS108            | 13 mei 1999      | LINEAR    |
| (59687) - | 1999 JU108            | 13 mei 1999      | LINEAR    |
| (59688) - | 1999 JO110            | 13 mei 1999      | LINEAR    |
| (59689) - | 1999 JS111            | 13 mei 1999      | LINEAR    |
| (59690) - | 1999 JD112            | 13 mei 1999      | LINEAR    |
| (59691) - | 1999 JM113            | 13 mei 1999      | LINEAR    |
| (59692) - | 1999 JC114            | 13 mei 1999      | LINEAR    |
| (59693) - | 1999 JA116            | 13 mei 1999      | LINEAR    |
| (59694) - | 1999 JF116            | 13 mei 1999      | LINEAR    |
| (59695) - | 1999 JU116            | 13 mei 1999      | LINEAR    |
| (59696) - | 1999 JW116            | 13 mei 1999      | LINEAR    |
| (59697) - | 1999 JS117            | 13 mei 1999      | LINEAR    |
| (59698) - | 1999 JJ118            | 13 mei 1999      | LINEAR    |
| (59699) - | 1999 JU118            | 13 mei 1999      | LINEAR    |
| (59700) - | 1999 JX118            | 13 mei 1999      | LINEAR    |